# Vital’O Football Club
Maillots
Le Vital’O FC est un club burundais de football fondé en 1957 et basé à Bujumbura, la capitale du pays.
Fondé sous le nom de Rwanda Club FC, le club change de nom pour ALTECO en 1971, puis Tout Puissant Bata en 1973, avant de fusionner avec le Rapid pour devenir Espoir, et d'enfin s'appeler le Vital'O aux alentours de 1975.
Avec vingt et un titres de champion et quartoze Coupes du Burundi, Vital'O est de loin le club le plus titré du pays. De plus, c'est la seule équipe burundaise à avoir remporté un trophée international, à savoir la Coupe Kagame inter-club, gagnée en 2013. Vital'O a également atteint la finale de la Coupe des Coupes en 1992, c'est la seule équipe du pays à avoir atteint la finale d'une compétition continentale.
En 2019 le club a vu l’arrivée d’un nouvel investisseur. Didier Vandenkerckhove, homme d’affaires belge qui avec sa société d’investissement Vital Invest, a racheté le club et s’est engagé à investir 450 millions de Francs Burundais dans le matériel et equipment, mais aussi dans le fonctionnement du club.

## Personnalités du club
Didier Vandenkerckhove : nouveau patron du club
Anciens joueurs
- Floribert Tambwe Ndayisaba
- Fidèle Nimubona
- Saidi Ntibazonkiza

### Présidents
- 1957 - 1966 : Karuretwak
- 1966 - 1974 : Samuel Batsinda
- 1974 - 1976 : Emile Kuzungu
- 1976 - 1978 : Samuel Nduwigoma
- 1978 - 1986 : Samuel Batsinda
- 1987 - 1994 : Grégoire Muramira
- 1995 - 1998 : Nestor Irambona
- 1998 - 2001 : Samuel Batsinda
- 2002 - 2003 : Augustin Kampanda
- 2004 -  : Désiré Bahama
- 2019 -  : Djamal Sefu

## Palmarès
| Compétitions nationales | Compétitions internationales                                                       |
| - Championnat du Burundi de football (21) - Champion : 1971, 1979, 1980, 1981, 1983, 1984, 1986, 1990, 1994, 1996, 1998, 1999, 2000, 2006, 2007, 2009, 2010, 2012, 2015, 2016, 2024 - Coupe du Burundi de football (14) - Vainqueur : 1982, 1985, 1986, 1988, 1989, 1991, 1993, 1994, 1995, 1996, 1997, 1999, 2015, 2018 | - Coupe Kagame inter-club - Vainqueur : 2013 - Coupe des Coupes - Finaliste : 1992 |